# Međunarodni festival pisme i vina Marko Polo
Međunarodni Marko Polo festival pisme i vina - Korčula je hrvatski glazbeni, kulturni, gospodarski i turistički festival.
Održava se ljeti, u zadnjim tjednima mjeseca srpnja. 
Ime festivalu je dano prema poznatom svjetskom istraživaču, korčulanskog podrijetla, Marku Polu.
Utemeljen je 1996. Utemeljitel i direktor festivala je korčulanin Ivan Šegedin kantautor i samostalni umjetnik Republike Hrvatske,                                        
koji ga već više od dva desetljeća uspješno vodi.
Od 2007. održava se u sklopu projekta Gospodarski operativni centar - Marko Polo Hrvatska, kojemu je sjedište u Korčuli.
Od 2007. godine u sklopu festivala organizator tvrtka Šegedin d.o.o. organizira i Pijacu autohtonih prehrambenih proizvoda i suvenira.
U svom glazbenom dijelu, festival je polučio brojne kvalitetne hrvatske skladbe, od kojih su mnoge bile i uspješnicama, a mnoga hrvatska glazbena imena su svoj početni polet odnosno afirmaciju stekle upravo na ovom festivalu.
U svom gospodarskom dijelu, svojim utjecajem je pridonio razvitku vinogradarstva i vinarstva u RH.
Vino je postalo prehrambeni proizvod u Republici Hrvatskoj.

## Glazbeni festival
Pobjednici glazbenog dijela festivala.
- 1996. - Carlo Pedron (Italija): Afrodita Korčula
- 1997. - Vinko Coce: Kad me nikad neće
- 1998. - Vinko Coce: Žmul vina
- 1999. - Alen Vitasović: Nisam bio za tebe
- 2000. - Tereza Kesovija: Sastala se stara klapa
- 2001. - Đuka Čaić: Evo rode
- 2002. - Neno Belan i Fiumensi: Ka'vanna
- 2003. - Saša Lendero i Miha Hercog: Sunce izlazi
- 2004. - Alen Vitasović: Ja dat ću sve
- 2005. - Dražen Žanko: Ljetna je noć
- 2006. - Ivan Šegedin i Tin Ujević: Rodi majko zemlji sina
- 2007. - Yang Xiaoguang: Nek je sretna China i Croatia
- 2008. - Grupa Turbo Angels - Riba, ribi grize rep
- 2009. - Matko Jelavić - Kapetane
- 2010. - Neda Ukraden - Dalmacijom zagrljeni
- 2011. - Klapa Sv. Juraj HRM - Mia bella bionda
- 2012. - Grupa Next Time - Posljednje od nas
- 2013. - Libero band sa skladbom Gori Noć
- 2014. - Neda Ukraden - 2 i 22
- 2015. - Klapa ''Arti'' - Viruj meni dušo
- 2016. - Zorica Andrijašević Donna - Izgubljene stvari
- 2017. - Mirko Švenda Žiga - Volim te Dalmacijo
- 2018. - Mile Perkov - Suze za Dalmaciju
- 2019. - Mirko Švenda Žiga - Domovina i Branko Medak i klapa FD Kumpanija V. Luka - Pisma tvoje pisme - Ove dvije skladbe su podijelile pobjedu.
- 2020. - Tomislav Škara i klapa Bjelovar - Srce mi Dalmacija
- 2021. - Igor Cukrov - Ako treba moliti
- 2022. - Voljen Grbac i Tea Vučak - Nima lipše od naše Korčule

Osim pobjednika, festival je okupio i mnoga poznata hrvatska i inozemna glazbena imena kao što su: Tereza Kesovija, Vinko Coce, Milo Hrnić, Zorica Andijašević Donna, Kvartet Gorgonzola, Simona Wais, klapa Kumpanji, Vlado Kalember, Alka Vuica, Vladimir Kočiš Zec, Zoran Jelenković, Emilija Kokić, Jasmin Stavros, Klapa Sv. Juraj HRM, Tomislav Bralić i klapa Intrade, Jacques Houdek, Nera Ban, Boris Oštrić, Dean i Dino Dvornik, Ilan Kabiljo, Branimir Mihaljević, klapa ''Ragusa'', Grupa ''Stijene'', klapa ''Greben'', klapa ''Ošjak'', Nenad Vetma, Operni pjevač, Nikša Radovanović, Operna diva, Ivanka Boljkovac  , Vedran Ivčić, Meri Cetinić,  grupa ''Stivideni'', i mnogi drugi  .

## Vanjske poveznice
- Službene stranice